# 艾启蒙
依納爵·西歇爾巴特（Ignatius Sichelbart，1708年—1780年），漢名艾启蒙，字醒庵，波希米亚（今属捷克）人，天主教耶稣会传教士。

## 生平
他乾隆十年（1745年）来到中国，师从郎世宁学画，很快受到清廷重视，奉召入内廷供奉。
他擅长人物、走兽、翎毛类绘画，与郎世宁、王致诚、安德义被人称为四洋画家，形成新体画风。
他已知的作品有紫光阁武功图中《准噶尔战功图》（乾隆二十年，1755年）；孝圣皇后八旬万寿（乾隆三十六年，1771年），《香山九老图》，著录于《国朝院画录》；《十骏图》（乾隆三十七年）。《宝吉骝图》轴（乾隆三十八年，1773年），绢本，设色，现均藏於臺灣國立故宮博物院。

## 作品

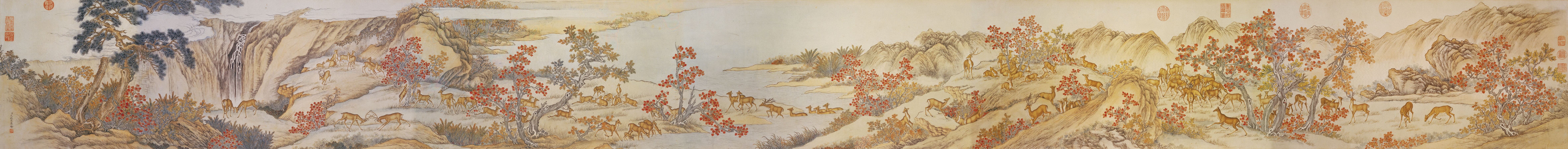
百鹿图 42.5×423.7厘米，臺灣國立故宫博物院 藏。
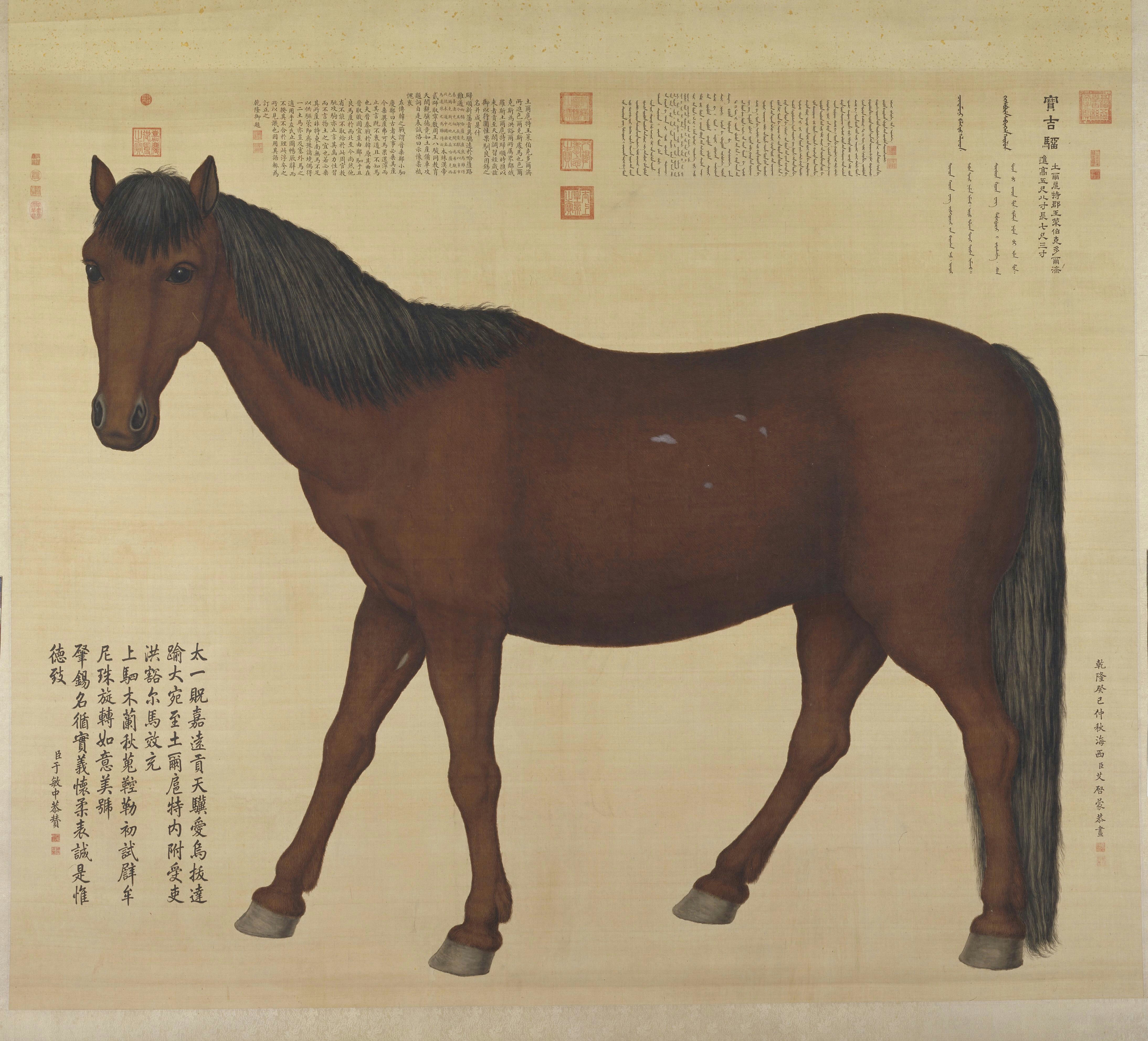
宝吉骝图 纵228.5厘米、横275厘米，北京故宫博物院 藏。
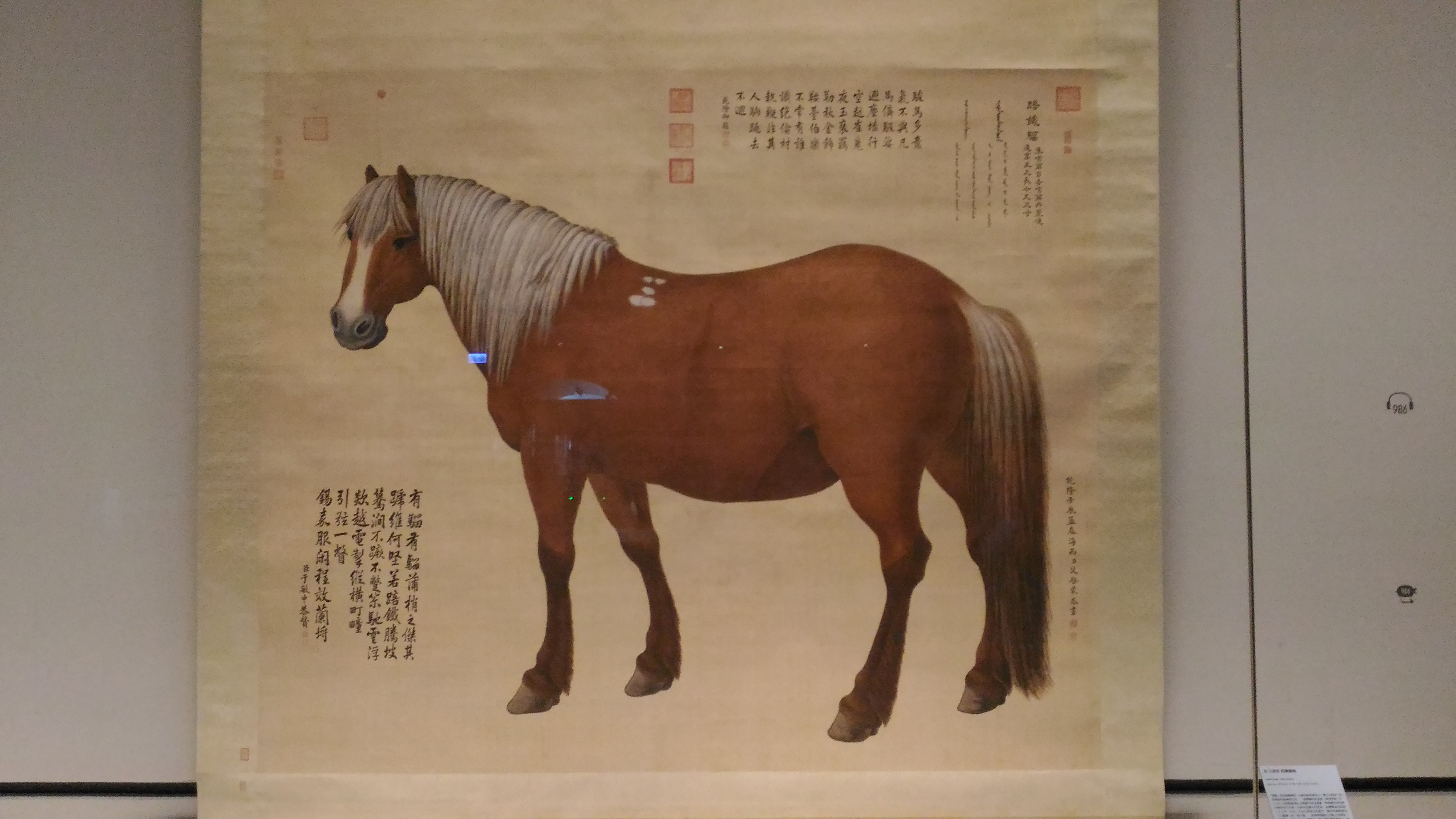
踣鐵騮軸，臺灣國立故宫博物院 藏。